# Schaller József
Schaller József (Bálony?, 1894. december 17. – Budapest, 1927. november 30.) válogatott labdarúgó, csatár, balösszekötő, gépszerelő.

## Pályafutása
Schaller János és Hőgye Terézia fia. 1921. április 23-án Pestszentlőrincen háazsságot kötött a nála nyolc évvel fiatalabb Elek Etelkával. 1927 őszén motorkerékpár-baleset áldozata lett.

### A válogatottban
1919 és 1922 között három  alkalommal szerepelt a magyar válogatottban.

## Sikerei, díjai
- Magyar bajnokság
  - 2.: 1920–21
  - 3.: 1918–19, 1921–22
- Magyar kupa
  - döntős: 1922

## Statisztika

### Mérkőzései a válogatottban
| Magyarország | Magyarország      | Magyarország                    | Magyarország | Magyarország | Magyarország | Magyarország | Magyarország | Magyarország |
| #            | Dátum             | Helyszín                        | Hazai        | Eredmény     | Vendég       | Kiírás       | Gólok        | Esemény      |
| ------------ | ----------------- | ------------------------------- | ------------ | ------------ | ------------ | ------------ | ------------ | ------------ |
| 1.           | 1919. október 5.  | Bécs, WAC-Platz                 | Ausztria     | 2 – 0        | Magyarország | barátságos   | -            |              |
| 2.           | 1920. november 7. | Budapest, Hungária körúti pálya | Magyarország | 1 – 2        | Ausztria     | barátságos   | -            |              |
| 3.           | 1922. július 9.   | Stockholm                       | Svédország   | 1 – 1        | Magyarország | barátságos   | -            |              |
|              | Összesen          |                                 |              | 3            | mérkőzés     |              | 0            | gól          |